# 동국역경원
동국역경원(東國譯經院)은 1964년에 해인사 고려대장경의 번역을 목적으로, 서울특별시 동국대학교에 부설된 기관이다. 1965년 첫권 《한글대장경 제1집》《장아함경》(長阿含經)을 발간한 뒤 최근 318권의 책을 완간했다. 조선 세조 때 간경도감을 설치하고 역경사업을 시작한 이후, 최초로 설치된 불경 번역 기구이다. 정부, 불교계로부터 재정 조달을 받으며, 문화사적으로 큰 공헌을 했으며, 우리 문화계에도 지대한 공헌을 하고 있다.